# Cataxia maculata
Espèce
Synonymes
- Arbanitis inornatus Rainbow & Pulleine, 1918
- Cataxia tetrica Rainbow & Pulleine, 1918

Cataxia maculata est une espèce d'araignées mygalomorphes de la famille des Idiopidae.

## Distribution
Cette espèce est endémique du Queensland en Australie.

## Publication originale
- Rainbow, 1914 : Studies in the Australian Araneidae. No. 6. The Terretelariae. Records of the Australian Museum, vol. 10, p. 187-270 (texte intégral).